# Canelé
Un canelé (pl. canelés) o cannelé (pl. cannelés) è una pasta originaria di Bordeaux, in Francia.

## Storia
Si ritiene che il canelé abbia avuto origine nel Couvent des Annonciades di Bordeaux nel quindicesimo o diciottesimo secolo. Invece, la parola "canelé" proviene dal dialetto guascone, che veniva parlato a Bordeaux e in una vasta area della Francia sudoccidentale fino al diciannovesimo secolo.
A Limoges esisteva un dolce chiamato canole, un pane dolce preparato usando la farina e i tuorli d'uovo, e si presume essere la stessa preparazione venduta a Bordeaux dal diciottesimo secolo sotto i nomi di canaule, canaulé e canaulet. Nel 1663, alcuni canaulier, ovvero i pasticceri che erano specializzati nella preparazione di tali paste, inaugurarono una corporazione con il supporto del Parlamento di Bordeaux che permise soltanto a loro di produrre determinati dolci fra cui i canulè, il pane benedetto, i torciglioni e i crostini. Inoltre, chi non apparteneva a tale corporazione non aveva la possibilità di mescolare la farina con lo zucchero e il latte.
I canaulier che non appartenevano a tale corporazione contestarono i privilegi della gilda dei pasticceri e, il 3 marzo 1755, il consiglio di stato di Versailles pose fine al monopolio della corporazione. Un editto del 1767 fissò dei criteri molto rigidi per poter lavorare in qualità di canulier e limitò a otto il numero dei negozi che potevano preparare i canulé in ogni città della Francia. Nonostante ciò, nel 1785 vi erano almeno 39 negozi di canaulier a Bordeaux, di cui almeno dieci nel solo distretto (faubourg) di Saint-Seurin. La Rivoluzione francese abolì tutte le corporazioni, diversi censimenti confermano però che all'epoca vi erano varie pasticcerie gestite da canaulier e fornai di pane benedetto.
Durante il primo quarto del XX secolo riapparve il canelé, questo sebbene sia difficile dare una datazione precisa del suo "ritorno". Un pasticcere sconosciuto rese popolare l'antica ricetta dei canaulier aggiungendovi rum e vaniglia nel suo impasto. È probabile che il termine "canelé" sia correlato al lemma francese "cannelure", che significa "scanalatura".
La parola "canelé" usata in riferimento al dolce è recente e la Guide Gourmand de la France del 1970 non la menziona. Nel 1985, quando la pasta iniziò a diffondersi, fu inaugurata la Confrérie du Canelé de Bordeaux ("Confraternita del Canelé di Bordeaux") e rimossa la seconda "n" del suo nome. Il nome canelé divenne un marchio collettivo registrato presso l'Institut national de la propriété industrielle. Dieci anni dopo la registrazione del marchio, vi erano almeno 800 produttori in Aquitania e 600 nella Gironda. Nel 1992, furono consumati circa 4,5 milioni di canelé nella sola Gironda.
Oggi il dolce è noto in tutta la Francia e viene anche cucinato all'estero.

## Caratteristiche
Il canelé è un piccolo pane dolce cilindrico, scanalato e leggermente schiacciato nella parte superiore. È aromatizzato al rum e alla vaniglia e presenta una dura crosta caramellata. Il canelé viene cotto in un piccolo stampo cilindrico scanalato che viene spalmato di burro (in origine veniva invece usata la cera d'api). Questi pasticcini presentano varie dimensioni e, a seconda della loro grandezza, possono essere consumati come spuntino, a colazione o come dessert. I canelé si accompagnano bene con molte bevande fra cui il vino rosso.